# Puccinia poarum
Puccinia poarum Nielsen – gatunek grzybów z rodziny rdzowatych (Pucciniaceae). Jest szeroko rozprzestrzeniony w Ameryce Północnej i Europie, występuje także w Azji i Australii. Grzyb mikroskopijny, pasożyt obligatoryjny wielu gatunków roślin.

## Systematyka i nazewnictwo
Pozycja w klasyfikacji według Index Fungorum: Puccinia, Pucciniaceae, Pucciniales, Incertae sedis, Pucciniomycetes, Pucciniomycotina, Basidiomycota, Fungi.
Synonimy nazwy naukowej:
- Aecidium petasitis Gray, 1821
- Aecidium tussilaginis J.F. Gmel., 1792
- Pleomeris poarum (Nielsen) Syd., 1921
- Puccinia conspicua Mains, 1933

## Charakterystyka
Jest to pasożyt dwudomowy, czyli taki, który dla pełnego cyklu rozwojowego potrzebuje dwóch gatunków roślin żywicielskich: część rozwoju odbywa na liściach podbiału pospolitego, część – na licznych gatunkach roślin z rodziny wiechlinowatych (Poaceae).
Podbiał pospolity zakażany jest przez zarodniki zwane sporydiami, które wnikają przez aparaty szparkowe do tkanek jego liści. Rozwija się z nich grzybnia odżywiająca się tkankami gospodarza i powodująca ich nekrozę. W okresie od maja do czerwca na dolnej stronie liści powstają rdzawe lub pomarańczowo-czerwone okrągławe plamy o średnicy 1–2 cm. Znajduje się w nich około 20–30 ecjów tworzących pierścień. Czasami powstaje wokół nich fioletowy pierścień, a w środku plamy centralny otwór. Na górnej powierzchni liścia nad ecjami powstaje żółta plama ze spermogoniami.

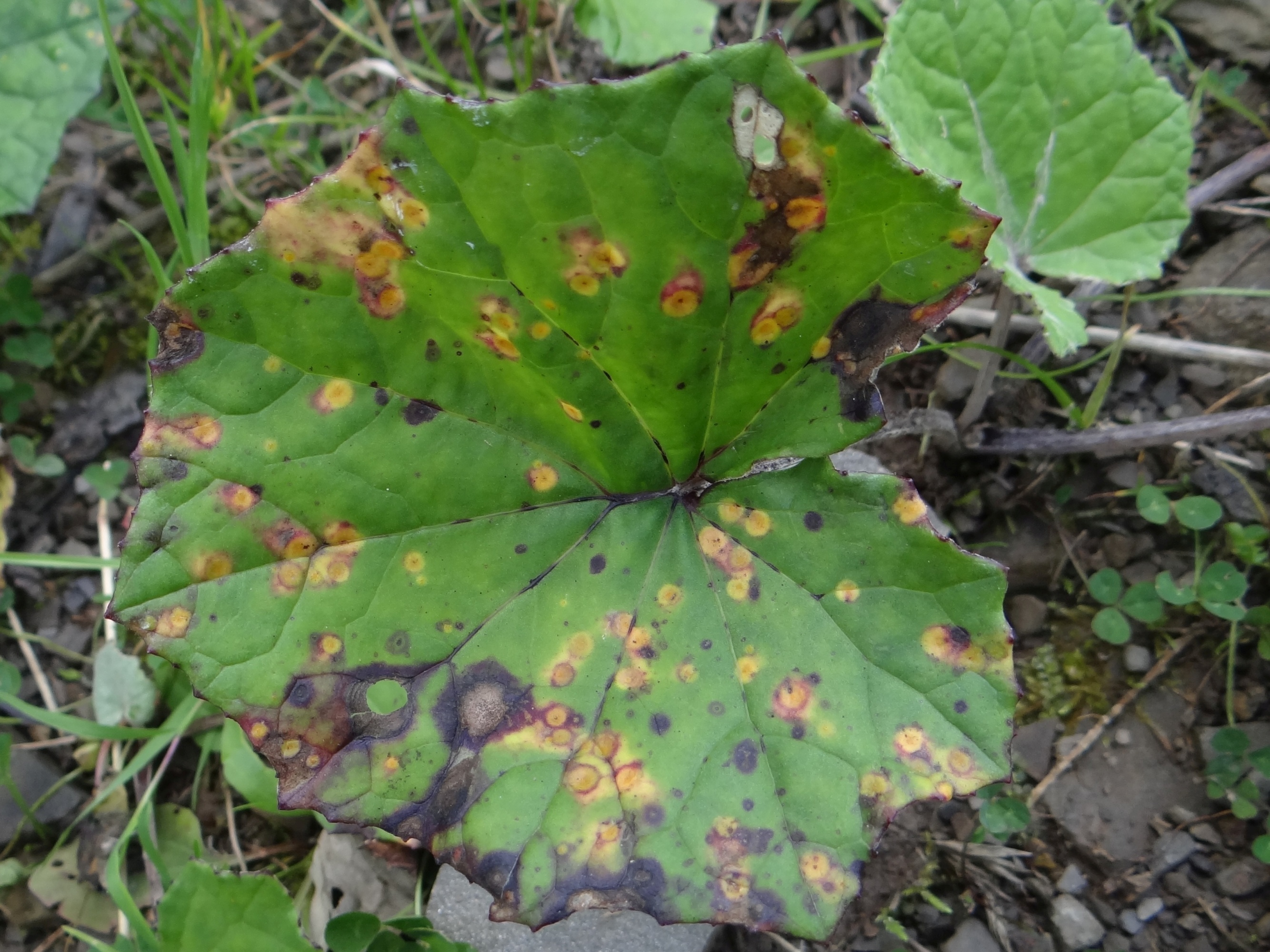
Górna powierzchnia liścia podbiału zaatakowanego przez Puccinia poarum
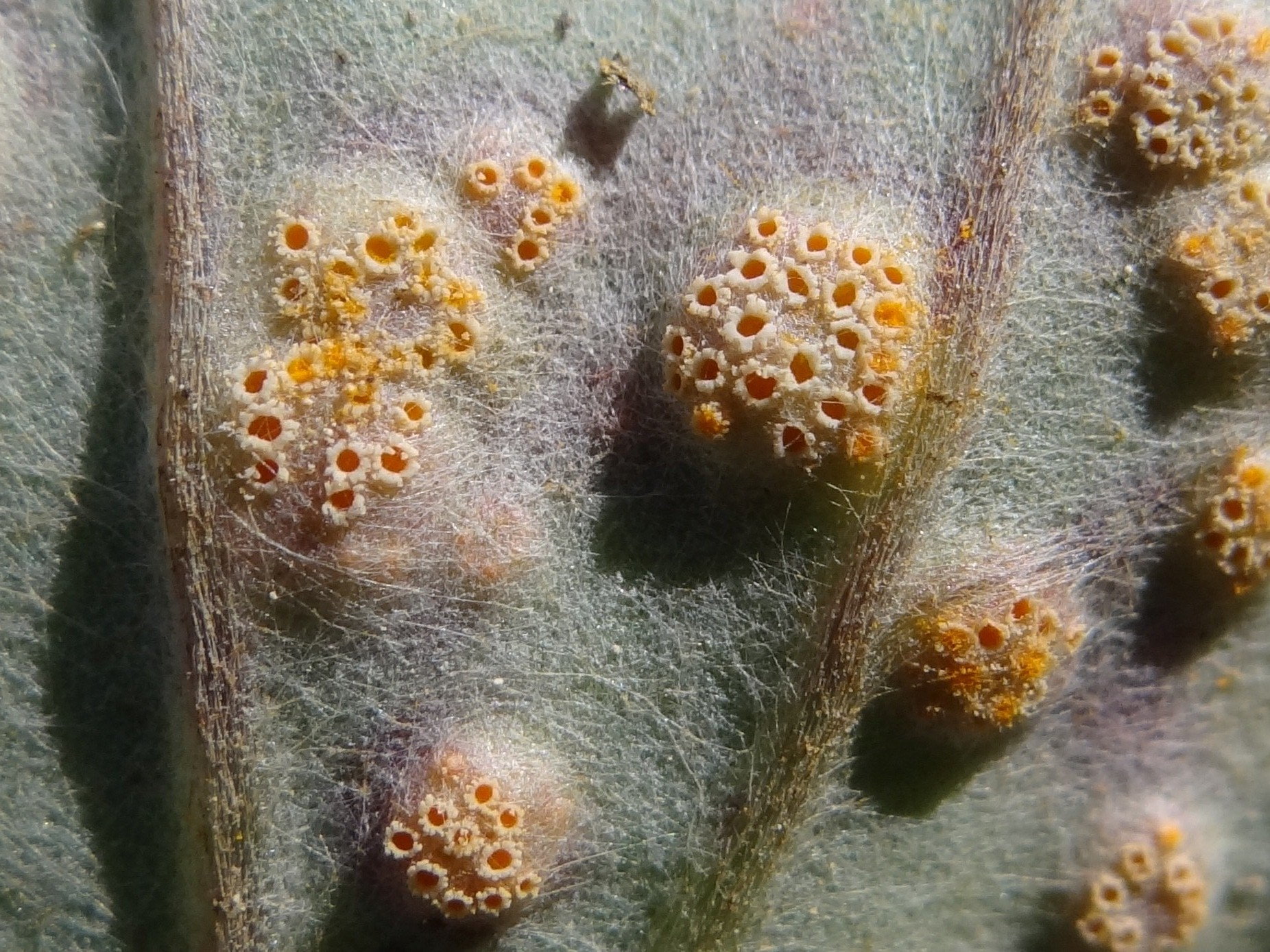
Ecja na dolnej stronie liścia podbiału
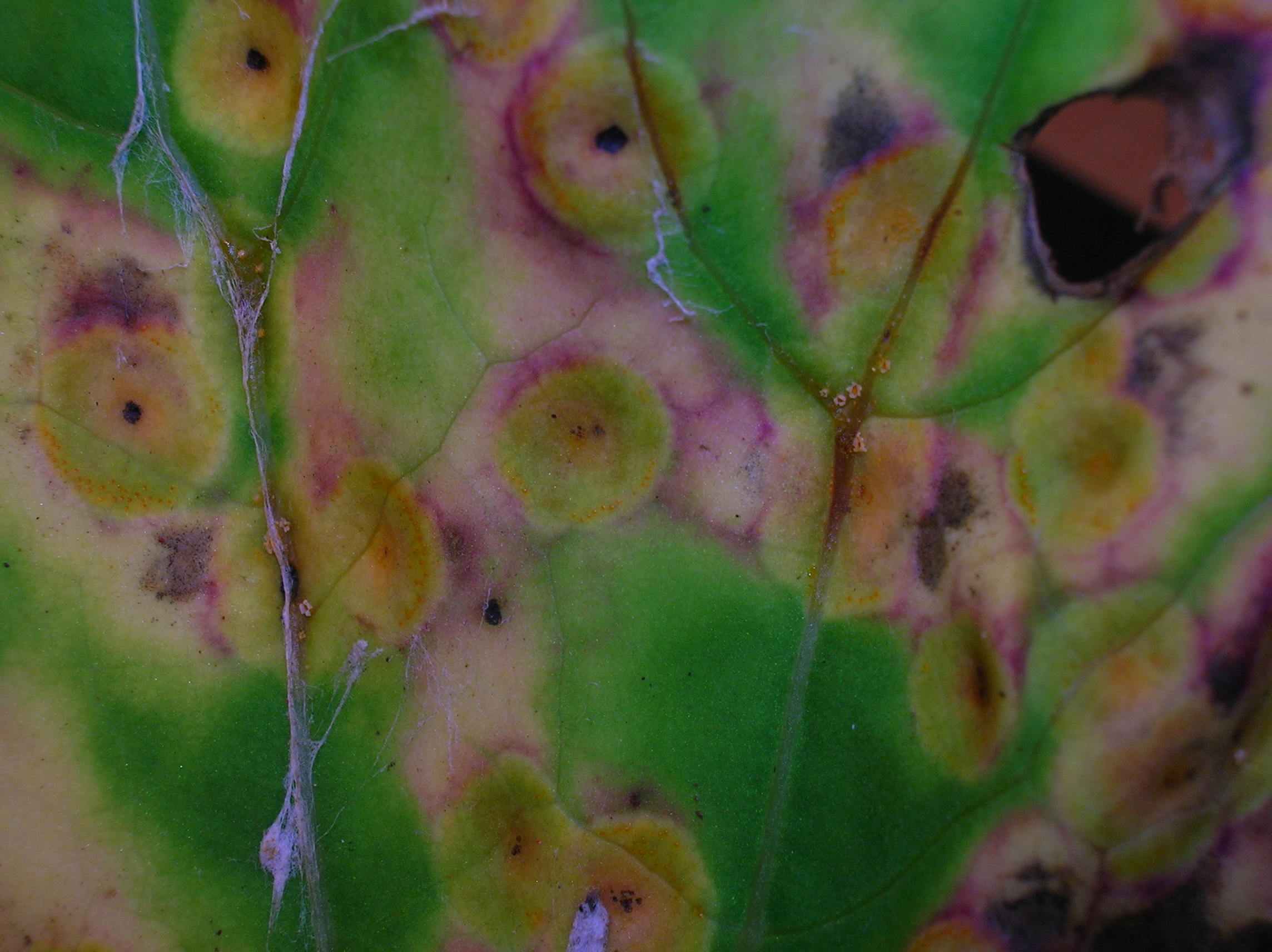
Plamy na górnej powierzchni liścia podbiału zaatakowanego przez Puccinia poarum

## Gatunki podobne
Na liściach podbiału występuje także grzyb Coleosporium tussilaginis, który również na ich dolnej stronie tworzy pomarańczowe plamy. Pojawiają się one jednak w sezonie wegetacyjnym później niż Puccinia poarum, nie są tak okrągłe i nie tworzą tak dobrze wyodrębnionych klastrów, lecz zazwyczaj duże plamy, często zlewające się.